# Univer Comrat
Univer Comrat es un club de fútbol moldavo con sede en Comrat, Moldavia. Juega actualmente en la Liga 1, la segunda división del fútbol moldavo. En la temporada 2010-11 jugaron en la primera división, la Superliga de Moldavia.

## Historia
El club ha operado con diferentes nombres a lo largo de su historia:
- Universitatea Comrat (1996–2003)
- Gagauziya Comrat (2003–2015)
- Gagauziya-Oguzsport (2015–2016)[2]
- CF Oguzport(2021-2022)
- Univer-Oguzsport(2022-2023)
- Univer Comrat(2023-)

## Palmarés
- Liga 2 (1): 2022-23